# Петро Фірлей (руський воєвода)
Пйотр Фірлей з Домбровиці (пол. Piotr Firlej; бл. 1480  — 1 вересня 1553) — польський шляхтич, військовий, господарський, культурний та державний діяч Королівства Ягеллонів. У 1537—1545 роках воєвода люблінський, з 1545 року воєвода руський. Представник роду Фірлеїв гербу Леварт.

## Життєпис

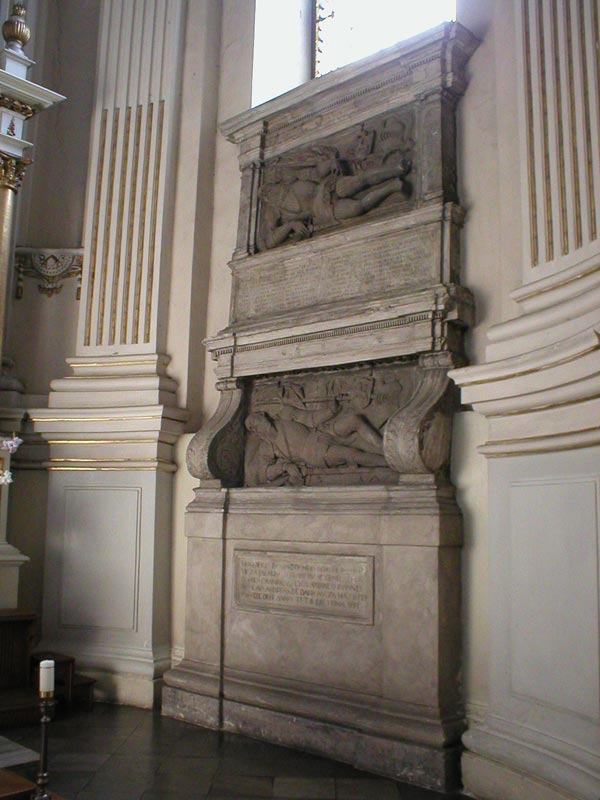
надгробок Фірлеїв, Люблін

Народився близько 1480 року. Син великого гетьмана коронного Миколая Фірлея з Домбровиці та його дружини Ганни Мелецької гербу Гриф.
Отримав добру підготовку вдома, покращену закордонним навчанням. Станіслав Оріховський, характеризуючи польський сенат у своїй праці «Oratio in funere Sigismundi Jagellonis» 1548 року, називав його та Брудзевського (пол. J. Brudzewski) «двома зірками» в його складі, які виблискували знаннями з філософії та наук.
8 вересня 1514 року під час війни з Московією брав участь у битві під Оршею як придворний короля. Після битви король Сигізмунд І Старий вислав його 18 жовтня з 8-ма полоненими московитами до брата — короля Угорщини Владислава. Був радником королеви Бони, потім — її сина Сиґізмунда ІІ Авґуста. З 1527 року часто брав участь в комісіях для розмежування приватних та суспільних володінь. Надав певні послуги королеві Боні під час її суперечки з Б. Казановским. Взамін отримував посади за сприяння королеви.
З 1527 року був каштеляном холмським. У жовтні 1535 був призначений каштеляном бєцьким, через один місяць віслицьким. З 1537 р. був призначений на посаду воєводи люблінського, на якій перебував до 1545 року, коли після смерті Станіслава Одровонжа був призначений воєводою руським 15 квітня 1545. Також був старостою радомським (30 квітня 1532 року взяв його у державлення за 2500 злотих, мав до смерті) і казимирським. У 1551—1552 роках брав участь у придушенні антипольських повстань у Прусії.
Від батька успадкував значні маєтності. Заснував Яновєц і Левартув, де сприяв побудові ренесансних замків. За браком власних коштів брав позики в Мишковських, Сененських, Тенчинських, Северина Бонера та інших.
Помер 1 вересня 1553 року. Був похований у родинному гробівці домініканського костелу святого Станіслава в Любліні поряд з батьком і братом, для яких своїм коштом споруджено пишний надгробок.

### Сім'я
Був одружений з Катажиною Тенчинською, мав 9-х дітей:
- Яна — маршалка великого коронного
- Миколая — воєводу люблінського
- Анджея — каштеляна люблінського
- Анну — дружину Адама Валевського
- Ядвігу — дружину Станіслава Немирі Гжемаліча
- Барбару — дружину Станіслава Стадніцького
- Зофія
- Агнешка
- Беата.